# Ulan-Ude
Ulan-Ude (ruski: Ула́н-Удэ́, burjatski: Улаан-Удэ), bivši Verhneudinsk (ruski: Верхнеу́динск), je glavni grad republike Burjatije u Rusiji. Nalazi se u planinskom podnožju. Rijeka Uda, pritok Selenge, prolazi kroz grad. 
Broj stanovnika: 359.400 (opći popis stanovništva u Rusiji iz 2002.).
Treći je najveći grad u istočnom Sibiru.
Ulan-Ude su osnovali 1666. ruski Kozaci. Zbog svog zemljopisnog položaja, grad je naglo rastao i postao je veliko trgovinsko središte koje je povezivalo Rusiju s Kinom i Mongolijom.
U starom dijelu grada, duž obala rijeke, su stara trgovačka imanja bogato ukrašenama rezbarenim drvom i kamenom. Predstavljaju prekrasne primjere ruskog klasicizma.

## Vanjske poveznice
- Službene stranice  Arhivirana inačica izvorne stranice od 23. rujna 2004. (Wayback Machine)
- TPC 1:500,000 zemljovid  Arhivirana inačica izvorne stranice od 27. rujna 2007. (Wayback Machine)